# Santos Dumont Explaining His Air Ship to the Hon. C.S. Rolls
Santos Dumont Explaining His Air Ship to the Hon. C.S. Rolls é um curta-metragem, feito através de uma sequência de fotogramas, que mostra o inventor Santos Dumont explicando o funcionamento do seu balão dirigível a Charles Rolls, futuro fundador da Rolls-Royce. O curta foi filmado em Londres e exibido em 3 de dezembro de 1901, no Palace Theatre.
O filme foi feito em 1901 pela American Mutoscope & Biograph Company e sua duração, na velocidade de trinta quadros por segundo, ficou em 43 segundos e 26 fotogramas. A filmagem provavelmente foi dirigida e fotografada por William Kennedy Laurie Dickson, no estúdio da British Mutoscope & Biograph, afiliada da American Mutoscope & Biograph.
Acredita-se que, na filmagem, Santos Dumont estaria mostrando a Rolls o funcionamento do dirigível, já que o inventor brasileiro encontrava-se na capital britânica entre os dias 22 e 28 de novembro de 1901, para receber uma homenagem do Aeroclube do Reino Unido pela conquista do Prêmio Deutsch, dado pela circundução da Torre Eiffel, realizada por Dumont em 19 de outubro do mesmo ano.
O paradeiro do filme passou anos desconhecido, já que não se conhecia mais nenhuma cópia física do material, quando foi encontrado dentro de um mutoscópio, que estava em uma sala do Museu Paulista da USP, com o número de inventário 1-13888-0000-0000. O objeto é pertencente à Coleção Santos Dumont, que foi doada pela própria família do aviador, em 1935. Dentro da peça estavam os 1 322 cartões fotográficos, sendo 658 imagens.
Além do objeto e das imagens em si, o curta também é muito relevante na esfera cinematográfica, porque levanta questões referentes à história do cinema, já que se relaciona com técnicas utilizadas no cinema justamente na virada entre os séculos XIX e XX.

## Da descoberta à restauração

### Descoberta
Em 2002, o pesquisador da USP Carlos Adriano encontrou no acervo do Museu Paulista da Universidade de São Paulo um carretel com 1 339 cartões fotográficos - 658 cartões com imagem e 681 cartões brancos ou pretos -, sem identificação de título, autoria, data, local ou processo de produção. A única informação disponível era seu número de tombo na Coleção Santos Dumont do Museu Paulista. O objeto estava catalogado como "cinedoscópio" no banco de dados. No Dossiê da Coleção, lia-se: "carretel de kinedoscópio com série de fotos de Santos Dumont em seu gabinete - verificar". A única referência informativa encontrada no acervo do Museu, além de uma episódica menção entre um recorte perdido do Jornal de Notícias, foi o registro no inventário de doação (1935) da família de Santos Dumont, que classifica a peça como "roda cinematográfica". Ambas as denominações (cinedoscópio e roda cinematográfica) eram errôneas.

### Identificação
Por meio do cruzamento de dados escavados e de extensas consultas a Paul C. Spehr, curador aposentado da Biblioteca do Congresso de Washington e especialista no cinema dos primeiros tempos (ou early cinema), foi possível fazer a identificação do filme que originou o carretel de fotografias encontrado no Museu Paulista: Spehr informou que suas anotações sobre a projeção do filme-mutoscópio de Santos Dumont vieram de uma pesquisa de Luke McKernan, pesquisador britânico do early cinema, sobre os programas de exibição do Palace Theatre de Londres. Numa sessão noturna de 3 de dezembro de 1901, foi exibido, entre outros filmes, Santos Dumont explaining his air ship to the Hon. C. S. Rolls.
Ou seja, foi possível identificar o filme-mutoscópio de Santos Dumont por meio do registro de sua exibição.
Em resumo, após extensa pesquisa, foi confirmado que se tratava de um mutoscópio, aparelho que exibia em loop, para um espectador individual, uma série de pequenas fotografias reproduzidas de um filme 68mm e carregadas num carretel de metal. No formato original de filme, o material também era exibido sobre tela, para uma plateia, por meio de um projetor aparelhado para o magnífico formato 68mm.

### Restauração
Procedeu-se à restauração da peça. O carretel (que estava partido) foi desmontado, os cartões foram escaneados, e os arquivos tiff das imagens foram editados em programa digital de edição de vídeo, sendo reordenados em sequência e acertada sua posição no quadro, de modo a produzir um movimento contínuo: as fotografias do carretel foram convertidas em fotogramas, reconstituindo sua natureza cinematográfica.
Carlos Adriano classificou o filme restaurado como um "objeto singular dos primórdios do cinema, sem equivalência na história brasileira", chamando de "raro registro em movimento de Santos Dumont".